# Rothenbügl
Rothenbügl ist ein Gemeindeteil des Marktes Painten im niederbayerischen Landkreis Kelheim.

## Geographie
Das Dorf Rothenbügl befindet sich etwa drei Kilometer südöstlich des Ortszentrums von Painten und liegt auf einer Höhe von 518 m ü. NHN im östlichen Bereich der südlichen Frankenalb. Der Ort liegt im südöstlichen Bereich des historischen Gebietes Tangrintel, einer überwiegend bewaldeten Hochebene, die zwischen den Flussläufen der Altmühl und der Schwarzen Laber liegt.
Die Gemarkung Rothenbügl ist weiter gefasst und umfasst auch einen disjunkten Gebietsteil zwei Kilometer weiter nördlich des gleichnamigen Dorfes, mit den Einöden Streithäusl und Wasenhütte. Die Gemarkung hat eine Fläche von 61,10 Hektar, wovon auf den südlichen Teil mit der Siedlungsenklave 44,28 Hektar und auf den nördlichen Teil mit Streithäusl und Wasenhütte 16,82 Hektar entfallen.

## Geschichte
Durch die zu Beginn des 19. Jahrhunderts im Königreich Bayern durchgeführten Verwaltungsreformen wurde Rothenbügl eine Ruralgemeinde. Sie hatte eine Fläche von 64,92 Hektar und umfasste neben dem Dorf Rothenbügl auch das Dorf Viergstetten im Osten, sowie die Einöden Streithäusl und Wasenhütte im Westen. Im Jahr 1946 wurde die Gemeinde Rothenbügl aufgelöst und fast vollständig in die Gemeinde Painten eingegliedert, Viergstetten kam zur damaligen Gemeinde Eichhofen im Landkreis Regensburg.
Das Dorf Rothenbügl bildete dabei eine innerhalb des gemeindefreien Gebietes Paintner Forst gelegene Siedlungsenklave mit einer Fläche von rund 44,28 Hektar, das – im Gegensatz zur westlichen Exklave mit den Einöden Streithäusl und Wasenhütte – keine territoriale Anbindung an das Gemeindegebiet von Painten besaß. Diese Anbindung wurde erst hergestellt, als das gemeindefreie Gebiet Paintner Forst zum Stichtag 1. Januar 2013 aufgelöst und in die Gemeinde Painten eingegliedert wurde. Im Jahr 1987 zählte das Dorf Rothenbügl 88 Einwohner.

## Baudenkmäler
Die katholische Kapelle Maria Hilf in Rothenbügl ist als Baudenkmal eingestuft, s. Liste der Baudenkmäler in Rothenbügl.

## Verkehr
Die Anbindung an das öffentliche Straßennetz wird durch eine etwas mehr als einen Kilometer lange Gemeindestraße hergestellt, die Rothenbügl mit der im südwestlich des Ortes verlaufenden Staatsstraße 2233 verbindet.